# Kalltjärnen, Jämtland
Kalltjärnen är en sjö i Åre kommun i Jämtland och ingår i Indalsälvens huvudavrinningsområde.